# Жовтень 2010
Жо́втень — десятий місяць 2010 року, що почався в п'ятницю 1 жовтня та закінчився у неділю 31 жовтня.
- 1 жовтня
  - Конституційний суд України скасував політреформу 2004 року. Віктор Янукович отримав повноваження Леоніда Кучми.[1][2] Опозиція розкритикувала це рішення і назвала цей день днем встановлення дикататури.[3][4]

- 4 жовтня
  - Понад 2000 українців[5][6][7][8] провели акцію протесту під Верховною Радою України без партійних символік проти одіозного закону «Про мови»[9] в Києві[5], Харкові[10] та Чернігові[11]. Експерти та опозиція також розкритикували законопроєкт.[12][13] Парламент відклав розгляд закону під тиском громадськості.[14]

- 7 жовтня
  - Громадські організації оголосили наступну акцію протесту щодо закону «Про мови» 18 жовтня на 10:30 біля Верховної Ради України.

- 12 жовтня, 14 жовтня
  - 47 людей загинуло та 6 поранено унаслідок двох аварій на залізничних переїздах.

- 15 жовтня
  - Парламент Грузії ухвалив нову редакцію Конституції, згідно з якою республіка трансформується в парламентсько-президентську[15].

- 17 жовтня
  - Внаслідок повені в Краснодарському краї Росії загинуло щонайменше 14 осіб, 12 вважаються зниклими безвісти[16].

- 18 жовтня
  - Більше 4000 людей взяли участь у Всеукраїнській акції протесту без партійних символік щодо законопроєкту «Про мови в Україні», який фактично надає російській мові статус державної в Україні.[17]

- 19 жовтня
  - У Грозному терористи-смертники напали на парламент республіки, внаслідок чого загинуло шість осіб (включно з самими терористами)[18][19]

- 26 жовтня
  - В Іраку засуджено до смертної кари колишнього міністра закордонних справ країни Таріка Азіза за участь у розправах над мусульманами-шиїтами в 1999 році[20].

- 29 жовтня
  - У Дніпропетровську почали будівництво комплексу, що імітує космодром. Цей випробувальний полігон необхідний для відпрацювання старту космічної ракети «Циклон-4», що буде запущена в космос із космодрому «Алкантара» у Бразилії.[21]
  - Обов'язковий дубляж фільмів для прокату українською мовою скасовано. Про на прес-конференції повідомив міністр культури і туризму Михайло Кулиняк.[22]

- 31 жовтня
  - Місцеві вибори в Україні.